# Долгое (озеро, протекает Кереть)
Долгое — пресноводное озеро на территории Амбарнского сельского поселения Лоухского района Республики Карелии.

## Общие сведения
Площадь озера — 1,8 км², площадь водосборного бассейна — 1700 км². Располагается на высоте 81,8 метров над уровнем моря.
Форма озера лопастная, продолговатая: оно вытянуто с юго-запада на северо-восток. Берега изрезанные, каменисто-песчаные, местами заболоченные.
Через озеро течёт река Кереть, которая впадает в Белое море.
Ближе к юго-западной оконечности озера расположен один относительно крупный (по масштабам водоёма) остров без названия.
Код объекта в государственном водном реестре — 02020000711102000002347.